# 納斯卡文明

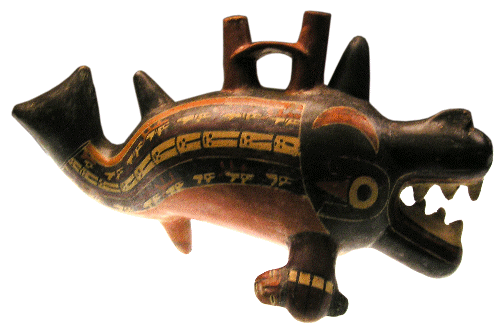
納斯卡文化的陶器

納斯卡文明（Nazca culture）是公元前100年至公元800年間，出現在祕魯納斯卡地區的文化，以納斯卡線而聞名於世，並建造過令人印象深刻的高架渠。在納斯卡文明出現前，納斯卡地區曾出現過帕拉卡斯文明。
納斯卡文明的居民，主要沿著河谷定居，並以農耕維生，種植棉花、豆類、塊莖、蛋黃果和一種短穗的玉米等作物。

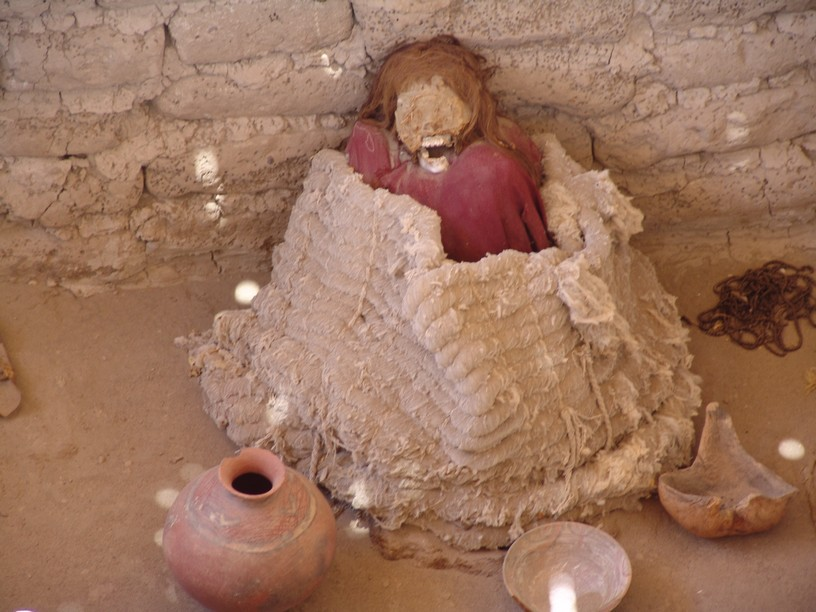
一個納斯卡女人的墳墓

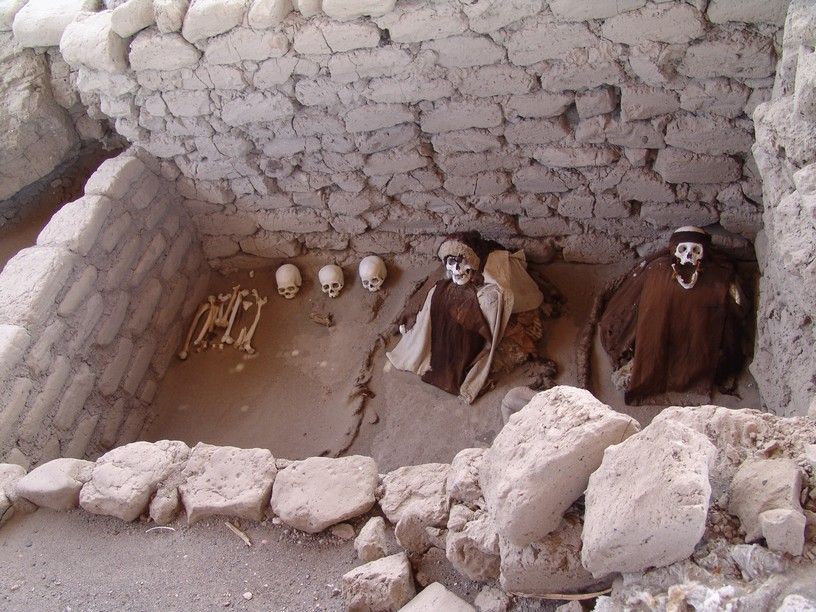
纳斯卡埋葬地点

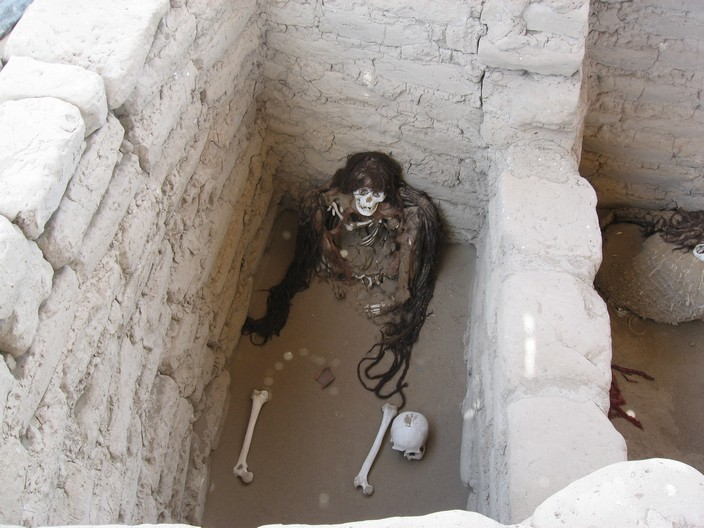
纳斯卡埋葬地点

## 文化
擁有一種特殊的製陶技術，把12種不同的礦物顏料混合在陶土塗料中，以利製陶過程中將色料附著在陶器上。
在出土的手工製品中，出現被打洞的頭顱，這些打洞的位置都在頭顱前額，並穿了一條麻花繩綁住，推估是為了讓人把頭骨戴在腰上。考古學家認為這可能是用來取悅神明的一種獻祭，是為了改善旱災或農作歉收而來。

## 介紹
納斯卡文明屬美洲文明，生活於南美洲西海岸秘魯沿海平原沙漠，建造了卡瓦奇古城。有中心城市和祭祀統治，製作木乃伊和修築金字塔及人祭，有嗜血及悲觀主義的特色，有美洲埃及人的稱號。該民族持續數百年之久，在布匿克戰爭初期興起，消失於汪達爾人滅亡於西羅馬帝國時期。西元535年至536年發生的聖嬰現象，也就是沒有陽光的一年，並未摧毀納斯卡人。根據劍橋大學研究，他們砍光了固定沖積平原的樹木，改種棉花和玉米，導致無法抵擋洪水對綠洲的摧殘，也造成納斯卡的滅亡。

## 發展
與其他美洲文明一樣，納斯卡人的文化傳播擴大相當困難，學者認為從地質學角度美洲版塊是南北走向，地質相當活躍，頻繁的地震和火山爆發及鮮明的氣候差異導致納斯卡文明農業發展緩慢，悲觀的思想觀念將各種自然災害視為神怒對納斯卡人的懲戒並衍生出血腥暴力的宗教，認為神青睞人類祭品。
劍橋大學歷史學家彼得·沃森指出「納斯卡人的宗教觀念不同於歐洲和印度，是痛苦和死亡的狂歡劇，且在過程中使用大量致幻劑和麻醉藥。」納斯卡人從仙人掌提取迷幻藥物，納斯卡祭司為使人心生敬畏和異於常人，從兒童時頭顱會緊壓在幾塊木板之間使骨骼向上生長形成瘦長的類似外星人的頭顱，納斯卡文明雖處沙漠但地下水接近地表且有河谷，使納斯卡文明得以修建地下水道和過濾系統用於灌溉。

## 生活方式
玉米、番薯、花生、豆子、木薯、駱駝、豚鼠、南瓜是他們的食物，用漁網和獸皮筏捕魚，無峰駱駝（美洲駱馬）運輸並生產棉織品，使用可可葉提神，製作陶排笛和號角，將貝殼塗成紅色用於交易和裝飾，長袍、斗篷、頭巾、草鞋為著裝，婦女在陰部周圍紋上虎鯨圖案作為警示，人祭是為權力的來源，納斯卡人人祭頭顱來自俘虜，據考古調查文明晚期大約有十分之一的人口被人祭。

## 遺跡
卡瓦奇古城，內有金字塔和廣場，具有遍布各地的洞、人骨和衣物及紅色的陶片，其中一處墓葬納斯卡人的遺體有相當完整的保存，這些遺跡可追朔到羅馬人撤離不列顛之時

## 拓展阅读
- Hall, Stephen S. 2010，沙地之靈，國家地理雜誌（中文版）111：22-43。